# Malus sylvestris
Pour les articles homonymes, voir Pommier (homonymie).
Boquettier, Pommier sauvage, Pommier des bois
Espèce
Synonymes
- Malus acerba M‚rat[1]
- Malus communis subsp. sylvestris (L.) Gams[1]
- Malus malus (L.) Britton[1]
- Pyrus acerba (M‚rat) DC.[1]
- Pyrus malus var. sylvestris L.[1]

Statut de conservation UICN

 LC  : Préoccupation mineure
France 
Malus sylvestris, le Boquettier, le Pommier sauvage ou Pommier des bois, est une espèce de plantes à fleurs de la famille des Rosaceae. C'est un arbre spontané dans toute l'Europe et parfois cultivé.
Autrefois, on pensait qu'il s'agissait de l'ancêtre du pommier domestique (Malus  domestica), mais on sait maintenant que le génome de celui-ci vient principalement d’une espèce d’Asie centrale, Malus sieversii sauf pour quelques cultivars issus d'hybridations entre ces deux espèces comme la Granny Smith.

## Description
Le Pommier sauvage est un arbre de 5 à 10 m de hauteur, à couronne dense. Sa croissance est moyenne voire lente surtout après l'âge de 20 ans. Son architecture correspond au modèle architectural de Massart.

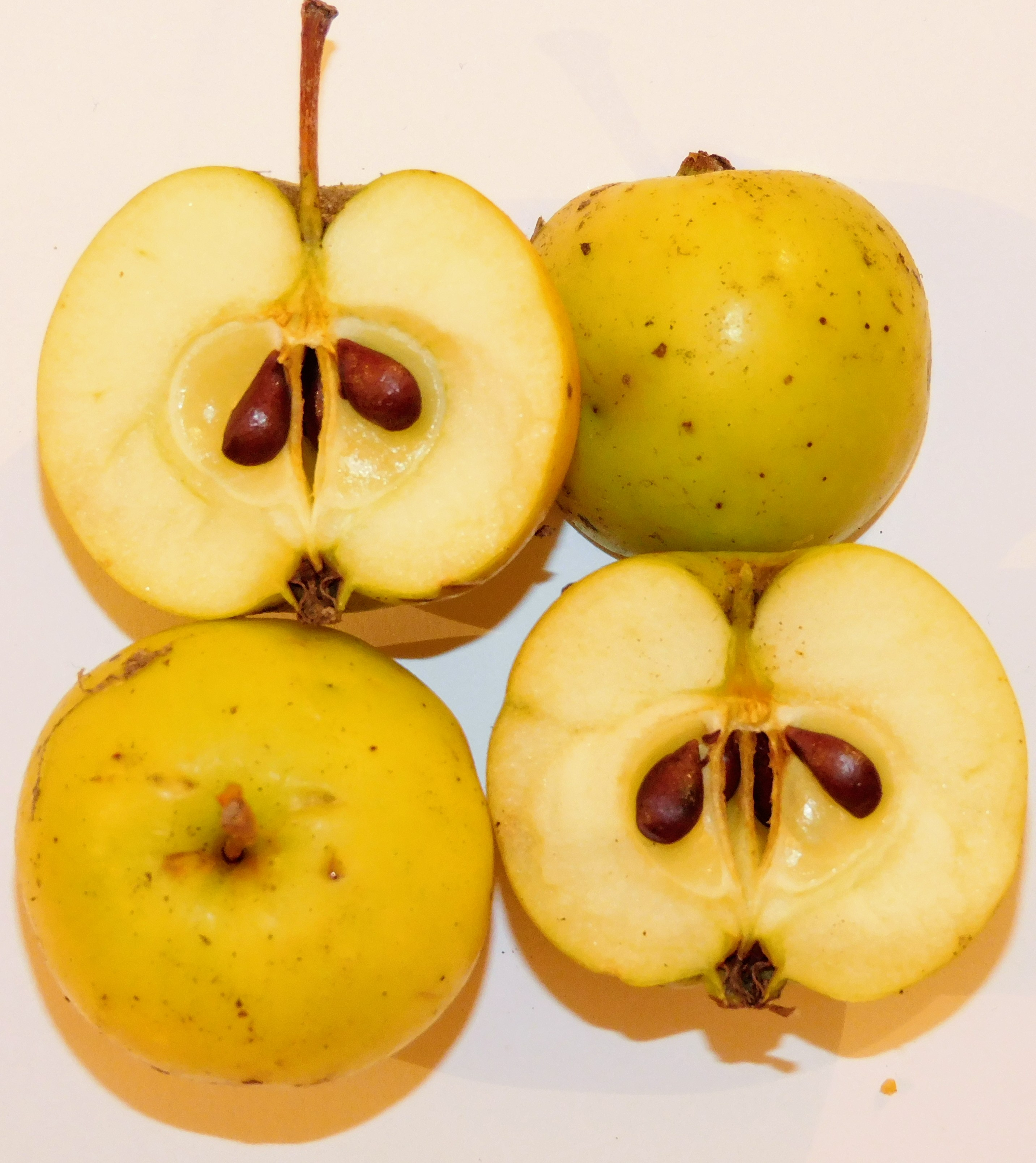
Des pommes coupées.

Ses rameaux sont légèrement épineux ; ses feuilles tomenteuses (à poils courts et denses) à l'état jeune, devenant glabres.
Il fleurit vers le mois de mai ; les fleurs sont blanches ou rosées. Les pommes sont généralement petites (3 à 4 cm de diamètre) à saveur très âpre, sauf pour certaines variétés plus douces, qui peuvent être consommées sous forme de gelées ou de compotes.

## Liste des sous-espèces
Selon Tropicos (30 octobre 2022) (liste brute contenant possiblement des synonymes) :
- sous-espèce Malus sylvestris subsp. mitis Mansf.
- sous-espèce Malus sylvestris subsp. orientalis Browicz
- sous-espèce Malus sylvestris subsp. praecox Soó
- sous-espèce Malus sylvestris subsp. sieversii Soó

## Écologie
C'est une espèce mésophile acidocline à neutrocline et héliophile qu'on trouve sous forme disséminée dans les bois et forêts en plaine et en montagne jusqu'à 1 500 m d'altitude.
Les branches accueillent rarement le gui. Les pommes sont consommées par le sanglier.

## Génétique
Elle est encore méconnue.
Sciences participatives : un appel à échantillonnage du pommier sauvage en France a été lancé en février (2012) dans le cadre d’un programme de recherche "Structure et diversité génétique de populations de pommiers sauvages en France (Malus sylvestris) : quel statut conservatoire en France ?", accompagné par Tela-botanica. Fin 2012 à la clôture de ce projet, il avait permis d'échantillonner 954 pommiers sauvages dans plusieurs régions de France qui ont été analysés en biologie moléculaire en 2013.

## Ethnobotanique
Il est parfois utilisé comme porte-greffe pour la culture de variétés de pommier domestique.
Les pommes sauvages peuvent être utilisées en gelées, très riches en pectine.